# Hůrka (Kotlina Kłodzka)
Hůrka (585 m n.p.m.) –  wzniesienie w północno-wschodnich Czechach, w Sudetach Środkowych, w   Kladská kotlina (pol. Kotlina Kłodzka).

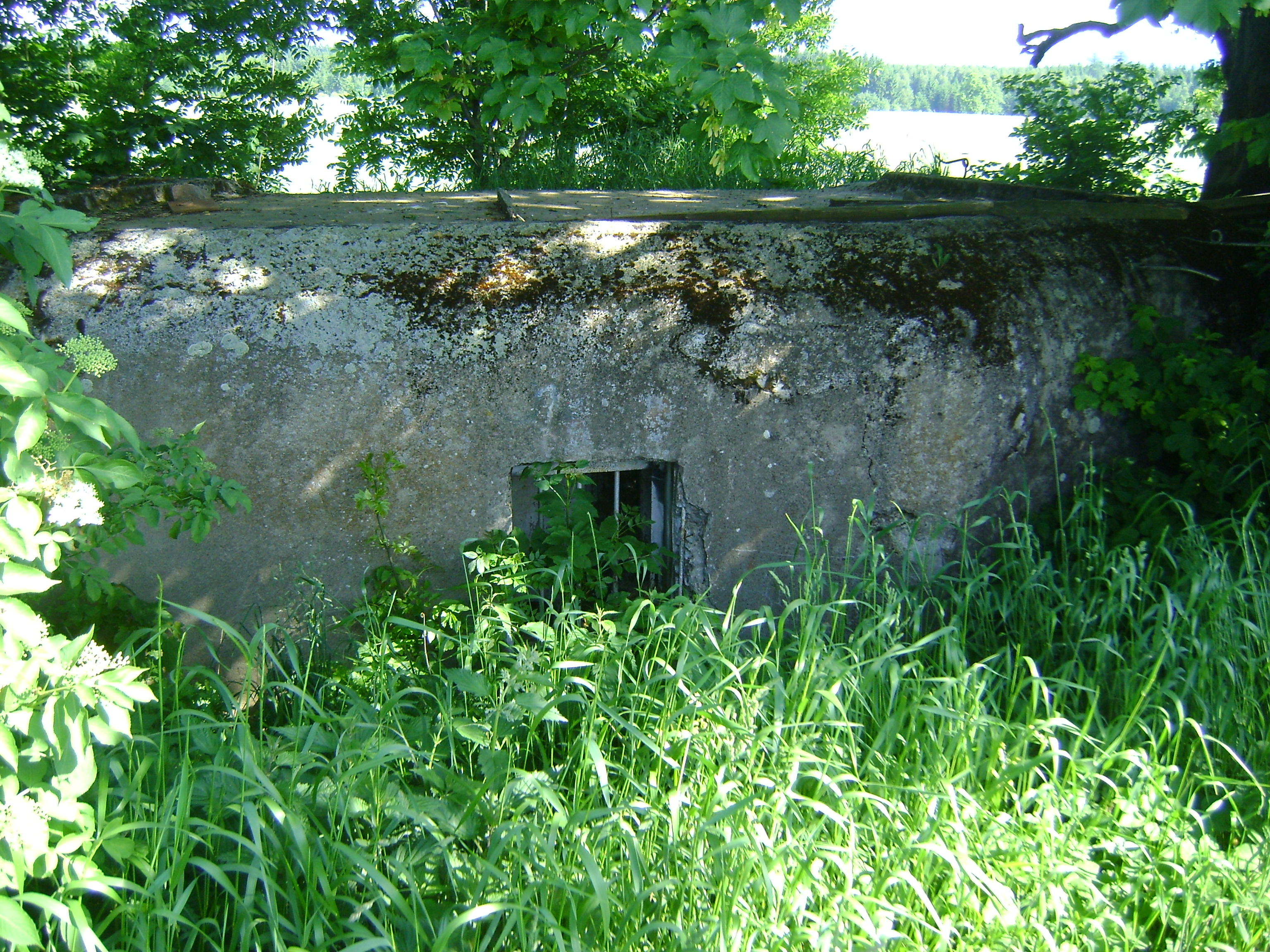
Bunkier na północnym zboczu poniżej szczytu ukryty w pasie zieleni.

## Położenie
Wzniesienie położone jest w południowej części Kotliny Kłodzkiej, po wschodniej stronie od pasma Gór Orlickich na północnym obrzeżu miejscowości Červená Voda około 4,3 km na południowy zachód od miejscowości Králíky.

## Charakterystyka
Hůrka jest najwyższym wzniesieniem czeskiej części Kotliny Kłodzkiej (czes. Kladská kotlina).  Wyrasta w południowej części kotliny położonej już na obszarze Czech. Jest to niewielkie wzniesienie charakteryzujące się łagodnymi zboczami, regularną rzeźbą i ukształtowaniem o kopulastym kształcie z wyraźnie zaznaczoną rozległą częścią szczytową.
Zbocza wzniesienia łagodnie opadają w kierunku dolin rzecznych: zbocze południowe opada do doliny potoku (czes. Červenovodský p.), północne do doliny rzeki Cicha Orlica (czes. Tíchá Orlice), wschodnie opada do doliny bezimiennego potoku, oddzielającej wzniesienie od wyższego o 135 m wzniesienia Luzný. Zbocza wzniesienia ponacinane są dolinami dopływów potoków.
Wzniesienie zbudowane ze skał osadowych i krystalicznych, szczyt i zbocza wzniesienia pokrywa niewielka warstwa młodszych osadów. Całe wzniesienie zajmują łąki i pola uprawne tylko dolną część północnego zbocza około 600 m. od szczytu porasta las Dolni les. W partii szczytowej na zachodnim zboczu około 40 m od szczytu wzniesienia dwumetrową skarpę porasta niewielki charakterystyczny wąski pas zieleni o dł. ok. 140 m. Położenie wzniesienia, niezalesiony kopulasty kształt z charakterystycznym pasem zieleni czynią wzniesienie rozpoznawalnym w terenie. Zboczami prowadzą drogi polne, które  stanowią drogi dojazdowe do pól uprawnych. U południowego i wschodniego podnóża wzniesienia położona jest miejscowość Červená Voda. Po wschodniej stronie podnóżem wzniesienia prowadzi droga nr 11 z Červená Voda do Jablonné nad Orlicí. 
Wzniesienie zaliczane jest do Korony Sudetów Czeskich.

## Inne
- Przez szczyt wzniesienia przebiega granica kontynentalnego działu wód zlewisk morza Bałtyckiego i Północnego.
- Na północnym zboczu znajdują się ropiki bunkry przeciwpiechotne z lat 1936-1938 wchodzące w system tzw. Betonowej granicy zbudowanej w celu obrony ówczesnej rubieży przed Niemcami[3].[4]

## Turystyka
W pobliżu wzniesienia prowadzą szlaki turystyczne.
- - prowadzący południowym podnóżem wzniesienia.
- Szczyt wzniesienia stanowi punkt widokowy.
- Na szczyt nie prowadzi szlak turystyczny.
- Na północnym zboczu kilka metrów poniżej szczytu znajduje się bunkier.